# 郟鼎
郟鼎（1492年—？），字薦和，號梅巖，直隸蘇州府太倉州民籍，常熟縣人，明朝政治人物。

## 生平
嘉靖元年（1522年）壬午科應天府鄉試第二十九名舉人。嘉靖八年（1529年）中式己丑科會試第二百六十七名，登第二甲第三十七名進士。曾任嘉定、茶陵知州，升工部都水司员外郎，轉营缮司郎中，官至浙江布政使司右参议。

## 家族
曾祖郟璇，曾任壽官；祖父郟宗廣；父郟容，母唐氏。慈侍下。